# Casa Moneta
Casa Moneta è un edificio storico di Milano situato in via Ausonio al civico 3.

## Storia e descrizione
Il palazzo fu realizzato a partire dal 1904 su progetto dell'architetto Giuseppe Borioli secondo lo stile liberty in quegli anni diffuso a Milano. Il palazzo si presenta su tre piani, compreso il pian terreno, ed è diviso in tre partiture verticali individuate dall'uso di pietra in quella centrale ed in mattoni nelle parti laterali: la decorazione della facciata è di stampo liberty di influenza floreale, con fregi, balconate, ceramiche e ferri battuti a tema vegetale. 
La parte per cui è celebre l'edificio è tuttavia il cancello di ingresso in ferro battuto: chiamato cancello delle farfalle, fu realizzato dal mastro ferraio Alessandro Mazzucotelli ed è considerato uno dei capolavori della scultura liberty in ferro battuto. L'opera in ferro infatti, oltre ad un'esecuzione tecnicamente impeccabile, presenta tutti gli stilemi della scultura liberty, con complessi intrecci geometrici che si concludono con delle farfalle che sembrano posarsi sugli intrecci e sui fiori forgiati già presenti anche nei ferri battuti di Casa Ferrario; il tutto impreziosito da inserzioni di vetri colorati tra i motivi geometrici. Nel cortile interno la ceramica assume il ruolo di principale decorazione, sempre a tema spiccatamente floreale.